# Organisation Live Oak

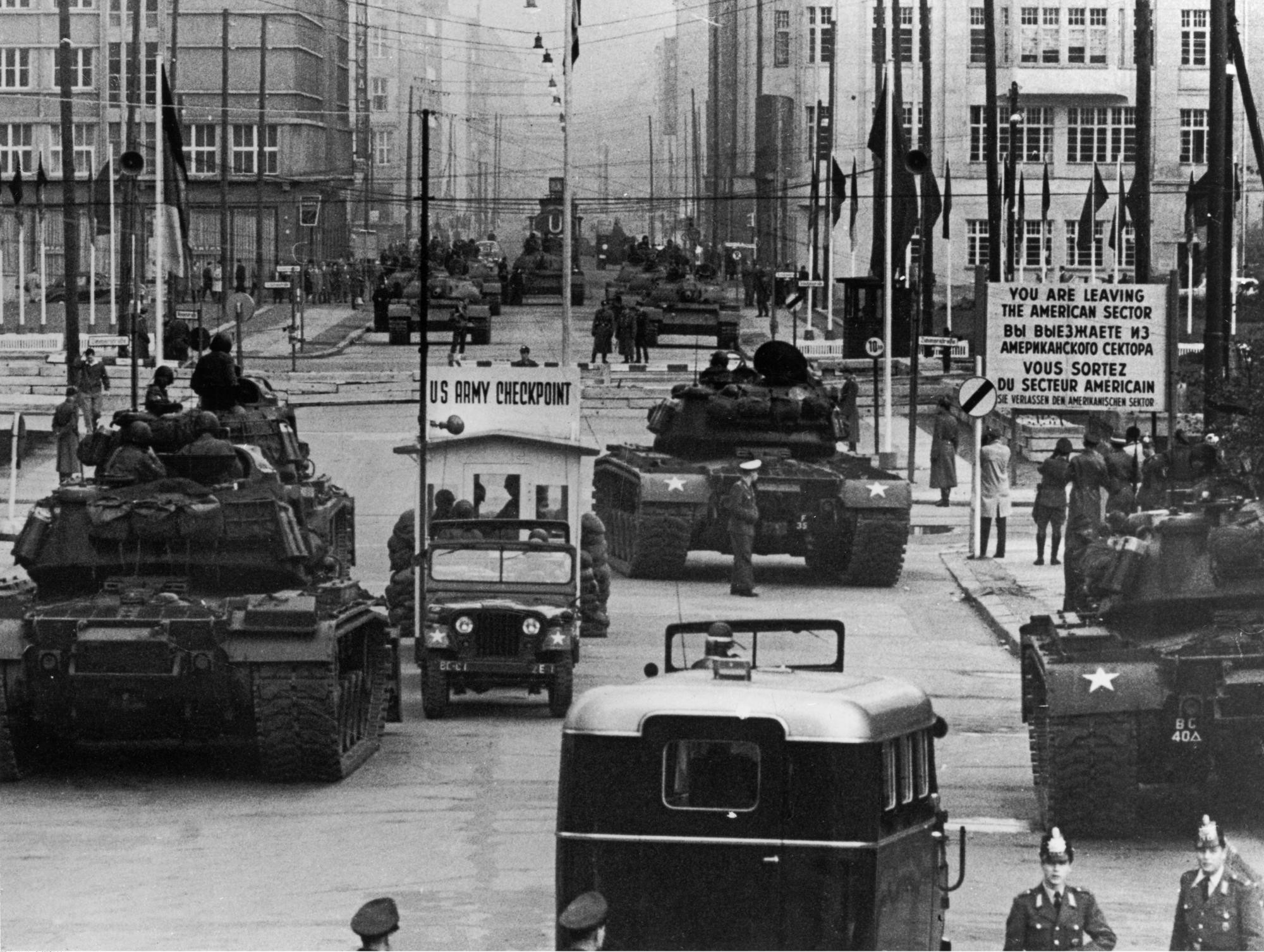
1961: Sowjetische und amerikanische Panzer stehen sich am Checkpoint Charlie in Berlin gegenüber

Live Oak (amerikanischer Name für Virginia-Eiche) war der Name einer geheimen militärischen Organisation der drei westlichen Alliierten USA, Großbritannien und Frankreich sowie seit 1961 der Bundesrepublik Deutschland, die den alliierten Zugang zu West-Berlin sicherstellen sollte. Sie wurde als Reaktion auf die Berlinkrise vom November 1958 aufgestellt und bestand von 1959 bis 1990. Ihr erster Sitz befand sich beim United States European Command in Saint-Germain-en-Laye bei Paris. 1961 zog der Live-Oak-Stab auf das Gelände des europäischen Hauptquartiers der NATO, SHAPE, das zunächst im französischen Rocquencourt, ab 1967 im belgischen Casteau bei Mons stationiert war.

## Hintergrund
Für die Westalliierten war der freie Zugang zu ihren Sektoren von Berlin seit dem Ende des Zweiten Weltkrieges von zentraler Bedeutung im Kampf mit der Sowjetunion um politischen und militärischen Einfluss in Europa. Eine vertragliche Regelung kam Ende 1945 aber lediglich für den Luftweg zustande. Drei Luftkorridore von jeweils 32 Kilometern Breite von Frankfurt am Main, Hannover und Hamburg nach Berlin wurden vereinbart. Im Verlauf des Jahres 1946 erfolgten die Detailabstimmung mit der sowjetischen Seite und die Einrichtung eines von allen vier Besatzungsmächten besetzten Kontrollzentrums im Gebäude des Alliierten Kontrollrats in Berlin-Schöneberg, das bis 1990 bestehen blieb.
Der Landweg auf Straße und Schiene war abhängig von Einzelabsprachen, mündlichen Vereinbarungen und eingewöhnten Handhabungen mit der sowjetischen Seite. Die Verschlechterung der Beziehungen zwischen den Westalliierten und der Sowjetunion und insbesondere die Berlin-Blockade 1948/49 machten deutlich, wie bedroht dieser Zugang war und wie sehr die Sowjetunion diesen Umstand politisch nutzen konnte. Auf der anderen Seite hatte die Sowjetunion ein großes Interesse daran, Berlin ganz zu kontrollieren und damit eine Enklave des im Kalten Krieg zunehmend als feindlich wahrgenommenen Westens auszuschalten.
Bis Ende der 1940er Jahre verringerten die Westmächte zudem ihre in Berlin vorhandene Militärmacht. Die Garnisonen waren spätestens von diesem Zeitpunkt an nicht mehr in der Lage, operativ gegen eine sowjetische Blockade vorzugehen. Es wäre also in jedem Fall eine Form von Entsatz aus den Besatzungszonen im westlichen Deutschland nötig geworden, wie er letztlich mit der Berliner Luftbrücke stattfand, wenn auch vor allem auf wirtschaftlicher und humanitärer Ebene und weniger im militärischen Sinn. Alternativ wären lediglich die Option einer Aufgabe Berlins oder eines Atomkriegs geblieben. In den folgenden Jahren kam es zu mehreren kurzfristigen Störungen des Alliierten Militärverkehrs von und nach Berlin. Zudem kündigte die sowjetische Seite 1955 an, die Abfertigung solchen Verkehrs nur noch begrenzte Zeit abzuwickeln und diese Aufgabe an die Deutsche Demokratische Republik abzugeben. Eine Kontrolle durch Deutsche wollten die Westalliierten aber nicht akzeptieren.
Zudem hatte die Regierung Adenauer in ihren Verhandlungen mit den westlichen Alliierten über einen deutschen Verteidigungsbeitrag von Anfang an klargestellt, dass sie zu einer solchen Leistung nur unter der Voraussetzung westlicher Sicherheitsgarantien für die Bundesrepublik Deutschland und West-Berlin bereit sei. Die NATO akzeptierte diese Forderung bei ihrem Gipfeltreffen in New York am 27. September 1950 und erklärte, dass sie einen Angriff auf Westdeutschland oder West-Berlin als einen Angriff auf die NATO betrachte. Damit bestand neben der Sicherheitsverpflichtung der drei westlichen Hauptsiegermächte gemäß dem Viermächte-Status eine Sicherheitsgarantie der NATO für West-Berlin.
In den folgenden Jahren einigten sich weder die drei Westmächte noch die NATO insgesamt darüber, wie diese Sicherheitsgarantie umgesetzt werden könne. Die gewaltsame Durchsetzung des Zugangs nach Berlin erschien angesichts der konventionellen Kräfteverhältnisse gegenüber der Sowjetunion aussichtslos. Im Raum Berlin allein standen den 11.000 westalliierten Soldaten vier sowjetische Divisionen und eine der NVA gegenüber. Insofern barg jede Berlin-Konfrontation das Risiko, in einen nuklearen Konflikt zu eskalieren. Auf US-Seite wurde erstmals im Januar 1954 ein Dokument mit Handlungsvorschlägen für den Fall des sowjetischen Vorgehens gegen eigene Konvois aufgestellt, in der Folge aber offensichtlich nicht angewendet.
Am 27. November 1958 begann die Berlinkrise mit einem Ultimatum des sowjetischen Partei- und Regierungschefs Nikita Sergejewitsch Chruschtschow, in dem er den Viermächtestatus für Berlin aufkündigte und die Entmilitarisierung West-Berlins forderte. Bereits zuvor, am 14. November, hatte er drei amerikanische Militärfahrzeuge auf dem Transitweg bei Babelsberg anhalten und zehn Stunden lang an der Weiterfahrt hindern lassen, woraufhin diese schließlich umkehrten.
Von Mitte November 1958 an versuchten die USA, vor dem Hintergrund der sich zuspitzenden Krise, eine koordinierte Planung für den Zugang zu Berlin mit Großbritannien und Frankreich festzulegen. Die Pläne der amerikanischen Joint Chiefs of Staff sahen dabei zunächst ein sehr robustes Vorgehen vor, bis hin zum Einsatz von Atomwaffen, um den Weg freizukämpfen. Dies wollten die europäischen Alliierten jedoch nicht mittragen, und auch in der US-Regierung gab es ablehnende Stimmen. In der Folge überarbeitete das US-Militär seine Pläne und entwickelten dabei das Instrument der probes, bewaffneter westalliierter Militärkonvois, die die Transitstrecken befuhren und die sowjetische Haltung testeten. Sie sollten später zum zentralen geplanten Instrument von Life Oak werden. Im Januar 1959 gab die sowjetische Führung zu erkennen, dass sie keinen allgemeinen Krieg wolle und stellte ihre Störungen ein. Damit war die Krise vorerst entschärft. Als Reaktion auf die Behinderungen beschlossen die Westalliierten den Aufbau einer Organisation, die Gegenmaßnahmen in künftigen Krisen vorbereiten und koordinieren sollte.
Im Gegensatz zum zivilen Transitverkehr zwischen BRD und West-Berlin mit seinen zahlreichen Routen standen den Westalliierten für ihren militärischen und zivilen Verkehr neben den drei Luftkorridoren lediglich die Autobahn und der Schienenweg Helmstedt-Berlin zur Verfügung. Diese stellten zudem die sichersten Kommunikationsverbindungen dar, weil jede elektronische Kommunikation mit den Berliner Stellen der Westalliierten abgehört wurde.

## Aufbau der Organisation Live Oak
Die diplomatischen Konsultationen zwischen den für Berlin verantwortlichen Westmächten führten Anfang 1959 zur Bildung der Tripartite Ambassadorial Group, bestehend aus den Botschaftern Frankreichs und des Vereinigten Königreichs in den Vereinigten Staaten sowie dem Unterstaatssekretär für Europäische Angelegenheiten im US-Außenministerium. Diese Gruppe wurde 1961 um den deutschen Botschafter erweitert und wurde als Washington Ambassadorial Group bezeichnet. Diese Washingtoner Gruppe trug die Gesamtverantwortung und koordinierte die Notfallplanung für Berlin. Zusätzliche Unterstützung (advice and assistance) lieferte die Bonn Group, bestehend aus dem amerikanischen, britischen und französischen Botschafter in der Bundesrepublik Deutschland und seit 1961 einem Vertreter des Auswärtigen Amtes. Die Bonner Gruppe überwachte die Lage in Berlin, konnte erste Maßnahmen ergreifen und entschied in der Regel Alltagsfragen, jedoch blieb die Washingtoner Botschaftergruppe die letzte Autorität für alle Viermächte-Planungen.
Zur Steuerung der westlichen Reaktionen im Falle künftiger Berlinkrisen wurde zudem ein Vierergremium aus den drei westalliierten und dem deutschen NATO-Botschafter eingesetzt. Angesichts der militärischen Kräfteverhältnisse ging es im Wesentlichen darum, sicherzustellen, dass bei Bedarf ein Signal des starken westlichen Zusammenhalts an die Sowjetunion gesandt werden konnte. Während sich die USA und Frankreich in dieser Hinsicht einig waren, galt Großbritannien als Schwachstelle, weil dort wenig Bereitschaft bestand, für Berlin ein Risiko einzugehen. Auch der deutschen Seite traute man wenig Durchhaltevermögen zu. Die übrigen NATO-Mitglieder, die nicht dem Vierergremium angehörten, wurden nur begrenzt informiert, weil man annahm, dass sie ebenfalls die Konsequenzen aus einem militärischen Vorgehen gegenüber der Sowjetunion scheuten.
Nach einem weiteren Zwischenfall auf der Transitroute am 2. Februar 1959 befahl Lauris Norstad, der Oberkommandierende der alliierten Truppen in Europa, am 18. Februar, beim United States European Command einen geheimen, zunächst rein US-amerikanischen Stab als ausführendes Organ für das im Entstehen begriffene Botschaftergremium aufzubauen. Bis März luden die US-Streitkräfte zunächst ihre britischen und dann ihre französischen Partner zum Aufbau eines eigenen Stabes für die Berlinfrage mit dem Namen Live Oak ein. Deutsche Experten sollten bei Bedarf hinzugezogen, jedoch nicht in den Stab integriert werden. Die Entscheidung, diesen Stab aufzustellen, fiel am 4. April 1959 zwischen den drei Alliierten. Diese Planung wurde zwar geheim gehalten, jedoch war beabsichtigt, dass die sowjetische Militäraufklärung und Geheimdienste vom Aufbau der Organisation Live Oak erfuhr, um die westliche Entschlossenheit zu erkennen. Bei dieser Gelegenheit verabschiedeten die drei Außenminister auch die grundlegende Arbeitsanweisung für Live Oak. Neben der Offenhaltung des Zugangs zu Westberlin war der zweite Hauptauftrag, die sowjetische Seite vom Rückzug aus den verbleibenden gemeinsamen Organen und von der Übergabe von Zuständigkeiten an deutsche Einrichtungen abzuhalten. Dabei sollten diplomatische Mittel ausdrücklich den Vorrang haben und militärische Maßnahmen nur bei Wirkungslosigkeit der Diplomatie genutzt werden.
Mitte April 1959 trafen die ersten von den drei Mächten entsandten Mitarbeiter des Stabes am Sitz des United States European Command im französischen Saint-Germain-en-Laye ein, wo die Organisation zunächst ihren Sitz hatte. Ihre Tätigkeit unterlag strikter Geheimhaltung. Als Legende diente die vorgebliche Koordination der gemeinsamen Nutzung von militärischen Einrichtungen durch die Westalliierten.
Leiter der Organisation Live Oak war der Supreme Allied Commander Europe (SACEUR), zunächst Norstad. Live Oak wurde als Arbeitsstab eines Kommandeurs eingerichtet. Norstad diente nicht als SACEUR oder als US CINCEUR, sondern als Commander Live Oak (CLO) und trug damit einen „dritten Hut“ neben seiner NATO- und US-Verantwortung. Dies blieb so auch unter allen Nachfolgern von General Norstad. Die Verantwortung für die alltäglichen Angelegenheiten lag in den Händen des Chefs des Stabes, einem britischen Generalmajor. Der erste Chef des Stabes war Generalmajor W. G. Sterling, Kommandeur der 2. Division der Britischen Rheinarmee. Auch dieser Posten blieb bis 1990 bei Großbritannien. Der Stellvertreter des Stabschefs war immer ein französischer Brigadegeneral. Offiziere und Stabspersonal wurden von den zunächst drei, dann vier Mächten gestellt. Bei der Aufstellung belief sich die Stärke von Live Oak auf rund 35 Personen.

## Arbeitsweise und organisatorische Veränderungen
Live Oak war strikt auf unterstützende und planende Tätigkeiten beschränkt. Politische, diplomatische und militärische Entscheidungen rund um den Zugang zu Berlin wurden von den beteiligten Regierungen oder allenfalls innerhalb der Ambassadorial Groups getroffen. Auf der anderen Seite hatte Live Oak auch keine operativen Mittel und nur sehr eingeschränkte Befehlsgewalten und war auf die Umsetzung seiner Pläne durch die drei Besatzungsmächte sowie deren Verbündete und damit im Wesentlichen durch die NATO angewiesen. Dies zeigte sich beispielsweise während der Krise rund um den Bau der Berliner Mauer. In diesem Zusammenhang entschied US-Präsident John F. Kennedy über die Verstärkung der Berliner US-Garnison. Anfang September 1961 erreicht Live Oak seine volle Personalstärke und war damals in dem 1959 geplanten Umfang arbeitsfähig.
Ende 1962 wurden, parallel zur Kubakrise, erste Entwürfe von Live Oak fertiggestellt, die auch eine Reaktion zur See auf eventuelle Störungen des Zugangs zu Berlin vorschlugen. 1967 war dieses Konzept fertiggestellt
Nachdem Frankreich 1966 seine Mitarbeit in der NATO stark einschränkte, musste Live Oak zusammen mit anderen Dienststellen seinen Standort in das belgische Casteau nahe Mons verlegen. Mitte der 1960er Jahre war zudem ein System wiederkehrender Übungen etabliert, in das auch diplomatische und politische Akteure eingebunden waren. Vor allem aber wurden die militärischen Komponenten der Live-Oak-Maßnahmen trainiert, auch als Volltruppenübungen.
Nach dem Viermächteabkommen über Berlin von 1971 war Live Oak vor allem mit diesen Übungen und dem Aufrechterhalten seiner Arbeitsfähigkeit beschäftigt. Angesichts der weitgehend beruhigten Lage in der Berlinfrage fanden kaum noch konzeptionelle Neuausrichtungen statt und auch operativ musste kaum noch eingegriffen werden.
Als Anfang der 1980er Jahre die Stimmung zwischen der NATO und dem Warschauer Pakt wieder aggressiver wurde (unter anderem wegen der Mittelstreckenaufrüstung in Europa und der Sowjetischen Intervention in Afghanistan), unternahm Live Oak verstärkte Bemühungen, um seine inzwischen in weiten Teilen mehr als 20 Jahre alten Pläne aktuellen Erfordernissen anzupassen. Ähnlich verfuhr parallel auch die NATO mit ihren Plänen BERCON und MARCON. Von der politischen Führung wurden diese Bemühungen aber gebremst, um die Sowjetunion bei einem möglichen Bekanntwerden nicht zu provozieren. Somit erfolgten bis zum Ende der Blockkonfrontation 1990 kaum Neuerungen. 1983 entzog die Washington Group Live Oak zudem die Vollmacht, eigenständig militärische Transportflugzeuge in die Luftkorridore zu entsenden, um mögliche Provokationen der Gegenseite zu verhindern.
Angesichts der unerwarteten Entwicklung rund um die Wende und friedliche Revolution in der DDR und die sich abzeichnende Deutsche Wiedervereinigung 1989/90 war Live Oak zunächst nicht involviert, da der alliierte Zugang zu Berlin nicht beeinträchtigt wurde. Parallel begannen Erwägungen zur künftigen Rolle der Organisation in einem stark veränderten Umfeld. Im Juli 1990 schlug die Berlin Group jedoch die Auflösung von Live Oak vor, was der CLO und damit die Organisation selbst unterstützte. Alle geplanten Übungen wurden abgesagt und die Versetzung des Personals eingeleitet. Formell blieb Live Oak bis um Mitternacht am 2. Oktober 1990 arbeitsfähig. Auch die Washington Ambassadorial Group wurde zu diesem Zeitpunkt aufgelöst.
Im Verlauf dieser Zeit kam es immer wieder zu organisatorischen und personellen Umstrukturierungen. So waren zwischen Ende 1959 und Mitte 1961 die Posten des Stabschefs und seines Stellvertreters nicht besetzt und das Personal erheblich reduziert worden. Bis 1990 wuchs der Personalbestand bis auf 120 Personen an.

## Live Oak und NATO
Die Organisation Live Oak war trotz der Leitung durch den SACEUR kein Bestandteil der NATO, sondern eine Organisation der drei Westalliierten unter begrenzter Einbeziehung der Bundesrepublik Deutschland. Die wesentlichen Maßnahmen, die nach den Live-Oak-Planungen ergriffen werden sollten, waren jedoch durch die NATO und ihre Kommandostruktur durchzuführen. Bei den drei seinerzeitigen obersten NATO-Kommandobehörden Allied Command Atlantic, Allied Command Europe und Allied Command Channel existierten Eventualfallpläne für die Sicherheit West-Berlins. Darin war für den Fall einer Berlinkrise die Bereitstellung erheblicher Kräfte aller NATO-Staaten vorgesehen. Die nicht an Live Oak beteiligten NATO-Staaten wurden nur sehr eingeschränkt informiert. Auch der deutsche Verbindungsoffizier erhielt zunächst keine Live-Oak-Dokumente. Erst nach dem Bau der Berliner Mauer wurde im August 1961 ein deutscher Beobachter im Live-Oak-Stab zugelassen und die Bundesrepublik Deutschland wurde gleichberechtigtes Mitglied von Live Oak. Sowohl die Berlin-Pläne der NATO, als auch die Unterlagen der Organisation Live Oak sind inzwischen veröffentlicht worden.
Die im Zuge der Berlinkrise gemachten Erfahrungen im Umgang mit der Sowjetunion hatten maßgeblichen Einfluss auf die 1967 eingeführte NATO-Strategie Flexible Response.
Die Abgrenzung zwischen Live Oak und NATO war trotz der engen personellen Verzahnung immer wieder Gegenstand von Diskussionen und Auseinandersetzungen. Vor allem war umstritten, wie weit die Natomitglieder außerhalb der Westalliierten und der Bundesrepublik Deutschland über die Organisation und ihre Pläne informiert werden sollten sowie an welchem Punkt einer Eskalation einer künftigen neuen Berlinkrise die Befehlsgewalt von Live Oak an die NATO übergehen sollte.
Die Planungen der Organisation Live Oak wurden durch Pläne der drei oberen NATO-Kommandobehörden ergänzt. SACEUR erließ 1962 einen Plan BERCON (Berlin Contingency Planning), der verschiedene Optionen der Land-, Luft- und Seekriegsführung bis hin zum demonstrativen Einsatz nuklearer Waffen vorsah. Diesem Plan entsprachen die maritimen Planungen des SACLANT und des CINCHAN, die jeweils ein Maritime Contingency Planning (MARCON) aufstellten.

## Maßnahmen

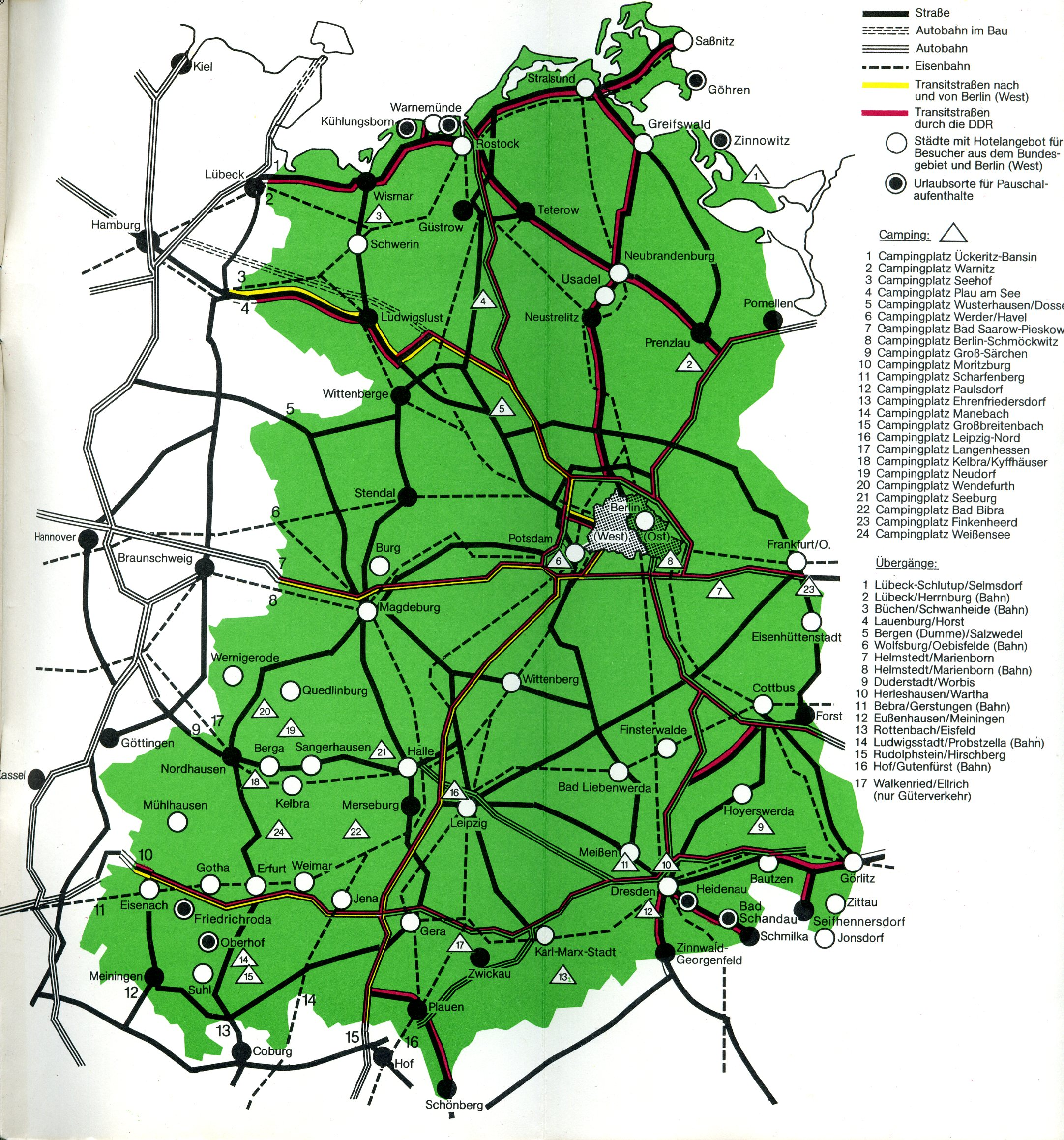
Transitrouten nach Berlin (gelb)

Die Maßnahmen, die im Falle einer neuen Blockade Berlins durch die sowjetischen Kräfte getroffen werden sollten, sahen eine Eskalation vor, die mit Protesten beginnen, über die Benutzung der Verkehrswege mit leichten militärische Kräften gesteigert werden sollte und mit dem Einsatz von Nuklearwaffen enden konnte. Parallel konnte eine allgemeine Truppenverstärkung der NATO-Mitglieder in Europa erfolgen. Darüber hinaus wurden in konkreten Krisensituationen immer wieder außerhalb von Live Oak einzelne militärische Maßnahmen durch die Westalliierten oder die einzelnen Oberkommandos angeordnet, beispielsweise die Verlegung von Einheiten, erhöhte Bereitschaftszustände für die Truppen, die Einrichtung spezieller Stäbe oder die Anordnung oder Absage von Übungen.
Im Einzelnen stand Live Oak und damit dem SACEUR eine Auswahl von Werkzeugen für den Fall von Krisen rund um den alliierten Zugang zu Berlin zur Verfügung. Diese sollten in der Regel nach Rücksprache mit der diplomatischen und politischen Ebene angewandt werden. In dringenden Fällen konnte Live Oak aber auch selbst tätig werden. Der genaue Umfang der Befugnisse wandelte sich von 1961 bis 1990. Im Wesentlichen standen Live Oak aber die folgenden Optionen zu Gebot.

### Allgemeine Führungsmaßnahmen
In bestimmten Fällen konnte Live Oak einen Single Commander Berlin einsetzen, um das militärische Kommando über alle alliierten Einheiten in Berlin zu bündeln.

### Maßnahmen bei Störung des Zugangs durch die Luft
Live Oak konnte einen speziellen Gefechtsstand mit der Bezeichnung Jackpine einrichten, der alle Tätigkeiten rund um die Freihaltung des Luftzugangs koordinieren sollte. Darüber hinaus sollten in begrenztem Umfang Jagdflieger- und Lufttransportkräfte alarmiert werden. Die Organisation war außerdem dazu befugt, den militärischen und zivilen Flugverkehr der Alliierten und Deutschlands zu koordinieren. Zu dieser Koordination gehörte auch die Umleitung ziviler Flugzeuge auf größere Flughöhen, um gegenseitige Störungen mit den tiefer stattfindenden militärischen Operationen zu vermeiden. Schließlich konnten auch militärische Testflüge in den Korridoren angeordnet werden können, analog zu den Testkonvois zu Lande.
Im Einzelnen war für den Fall Jackpine I, auch als Kleine Luftbrücke bezeichnet, unter dem Namen Civil Airlife eine Ersetzung von Passagierflugzeugen durch Militärmaschinen beabsichtigt. Garrison Airlift hätte eine Versorgung der alliierten Militärgarnisonen durch die Luft bedeutet. Triple Play war der Operationsname für eine Evakuierung der alliierten Familienangehörigen aus Berlin. Bei einer weiteren Eskalation wäre das Kreisen von Jagdflugzeugen vor den Korridoreingängen als Jackpine II Fall A und die militärische Eskorte von Transportflugzeugen in den Korridoren durch Jäger als Jackpine II Fall B bezeichnet worden.
Als Basen für die Luftoperationen waren zunächst die deutschen Militärflugplätze Celle und Faßberg, von 1966 an nur Faßberg, vorgesehen. Von 1974 an war zudem der Flugplatz Jever als Ausweichflugplatz vorgesehen.

### Maßnahmen bei Störungen des Zugangs zu Lande
Im Fall des Festhaltens alliierter Militärfahrzeuge sollte zunächst ein Militärkonvoi auf der Transitstrecke von Helmstedt nach Berlin seinen Weg durchzuhalten versuchen, bis es zum Schusswaffengebrauch käme. Ein erster Testkonvoi sollte unbewaffnet sein, ein weiterer von Aufklärungsfahrzeugen begleitet werden. Auf den Einsatz von Panzern wollte man in der kleinsten Konfiguration des Konvois verzichten, um nicht zu provozieren. Live Oak war in diesem Zusammenhang befugt, militärische Übungen für diese Konvois durchzuführen und die Konvois oder im Fall einer weiteren Eskalation eine alliierte Kampfgruppe am Eingang der Transitstrecke zu versammeln. Das Eindringen in das Gebiet der Deutschen Demokratischen Republik durfte Live Oak nicht anordnen.
Live Oak plante in ihrer Stärke abgestufte Bodenoperationen. Als kleinste war unter der Bezeichnung Free Style eine aus Einheiten der drei Westalliierten zusammengesetzte Marschgruppe in Kompaniestärke vorgesehen. Free Style war die einzige Formation, die mehrfach tatsächlich vor dem westlichen Eingang der Transitroute versammelt wurde. Zu einem Einsatz kam sie jedoch nie. Als Trade Wind wurde eine trinationale Formation in Bataillonsstärke zuzüglich Luftnahunterstützung bezeichnet. June Ball wäre eine entsprechende Marschgruppe von Divisionsgröße gewesen. Letztere wurde von Live Oak lediglich durch Zuordnung von Truppen geplant, durfte von der Organisation aber nicht alarmiert werden. Dieses wäre höheren politischen Ebenen der drei Mächte vorbehalten geblieben. Die Einheiten hätten sich auf dem Truppenübungsplatz Senne versammelt, hätten dort ihre Zusammenarbeit noch einmal geübt und wären dann nach Wolfenbüttel marschiert, von wo der Einmarsch in die Transitstrecke erfolgt wäre. Für Trade Wind wurde eine Zeit von acht Tagen von der Alarmierung bis zur Bereitschaft in Wolfenbüttel veranschlagt.
Für eine Störung des Eisenbahnzugangs war ein Zug mit einer Lokomotive, neun Waggons und 79 alliierten Soldaten vorgesehen. Live Oak war aber lediglich für den Übungsbetrieb dieser Operation zuständig. Für einen eventuellen Einsatz waren andere alliierte Stellen zuständig. Darüber hinaus gab es den Plan eines Berlin Combat Teams als Konvoi von Berlin aus in Richtung Bundesrepublik, der im Prinzip Free Style entsprach, aber von den Berliner Garnisonen der Westalliierten verantwortet wurde und mit Live Oak lediglich koordiniert wurde.
Aus US-Sicht bestand die Erfolgsaussicht dieses Vorgehens darin, dass die sowjetischen Streitkräfte gezwungen würden, das Feuer zu eröffnen, um die Konvois anzuhalten. Damit wäre das Risiko einer unkalkulierbaren Eskalation verbunden, von der man annahm, dass die Sowjetunion sie vermeiden würde. Die britische Seite teilte diese Auffassung nicht, so dass es eine dauerhafte Meinungsverschiedenheit zwischen den Westalliierten in dieser Frage gab. Außerdem gab es unterschiedliche Auffassungen darüber, wie schnell man im Falle des Scheiterns zum Einsatz von Nuklearwaffen eskalieren solle. Während die politische Führung der USA unter Präsident Kennedy für ein langsames Vorgehen war, plädierte die militärische Führung für die schnelle Eskalation. In Deutschland neigte Bundeskanzler Adenauer zum behutsamen Vorgehen, während Verteidigungsminister Strauß schneller eskalieren wollte. Insbesondere die möglichen Landoperationen wurden in erster Linie als politisches Instrument betrachtet, da ein militärischer Durchbruch gegen die Kräfte des Warschauer Pakts nicht realistisch war. Entsprechend erhielten die beteiligten Soldaten sehr strikte und detaillierte Verhaltensregeln für zahlreiche Eventualitäten und es wurde großen Wert auf den Fernmeldekontakt sowie die Medienbegleitung möglicher Operationen gelegt.
Als weitere Schritte waren Maßnahmen zur Seeblockade an für den östlichen Seeverkehr empfindlichen Punkten vorgesehen: Während der Kubakrise 1962 fürchteten die Westmächte eine mögliche Eskalation durch sowjetische Drohungen gegen den alliierten Zugang nach Berlin. Ein „Beiprodukt“ der Notfallplanungen aus diesem Anlass war die Überlegung, bei einer Krise auf den Transitrouten nach Berlin, die Sowjetunion dort zu treffen, wo sie verwundbarer war als in Deutschland, nämlich in ihren weltweiten maritimen Interessen. Die erfolgreiche „nautische Quarantäne“ der USA vor Kuba beflügelte die vier Live-Oak-Mächte, eine neue Organisation mit dem Namen Deep Sea ins Leben zu rufen. Sie erhielt den Auftrag, maritime Gegenmaßnahmen zu entwickeln, die bei einer Krise auf den Zufahrtswegen nach Berlin von den politisch Verantwortlichen angewendet werden könnten. Deep Sea hatte seinen Sitz in Washington und verfügte über drei Naval Coordination Centers, eines in Hawaii (Hauptquartier der US-Pazifikflotte in Pearl Harbor), ein zweites in Norfolk (Virginia) (Hauptquartier der US-Atlantikflotte und des NATO-Hauptquartiers SACLANT) und ein drittes koloziert mit Live Oak in Casteau.
Trade Wind wurde von 1961 an jährlich im Spätsommer einmal für zwei Wochen geübt, letztmals 1989. Diese Übungen trugen den Namen Treaty, ergänzt um die jeweilige Jahreszahl. June Ball wurde nur gelegentlich im Rahmen von Stabsrahmenübungen trainiert.

## Deutscher Beitrag
Während die NATO-Pläne eine Beteiligung der Bundeswehr vorsahen, waren Live-Oak-Operationen eine Angelegenheit der drei Westalliierten. Allerdings waren bundesdeutsche Vertreter bereits von 1955 in Beratungen der Westalliierten über Angelegenheiten eingebunden. Von Juli 1959 an war die Bundesregierung zumindest in groben Zügen über den im Gang befindlichen Aufbau von Live Oak informiert. Während die US-amerikanische Seite bereits zu diesem Zeitpunkt eine deutsche Beteiligung erwog, lehnten die Briten diese strikt ab.
Deutsche Offiziere und Diplomaten wurden dennoch auch in dieser frühen Phase zumindest eingeschränkt auf persönlicher Basis informiert, erhielten aber keine schriftlichen Dokumente. Die Alliierten sahen in der direkten Beteiligung von Bundeswehr-Verbänden an Live-Oak-Operationen ein hohes politisches Risiko. Dennoch nahm die Einbindung der Bundeswehr über die Jahrzehnte zu, insbesondere in der Luftraumüberwachung, bei den Fernmeldeverbindungen und für die Infrastruktur, die Versorgung und Pionier- und Sanitätsunterstützung, die für die von Live Oak vorbereiteten und geübten Operationen nötig war. Beteiligt waren insbesondere die Wehrbereichskommandos II und III. Auch die Bundesbahn und die Polizei wurde im geringen Umfang eingebunden. Die entsprechenden Operationsbefehle der Bundeswehr waren zunächst mit Grünes Rosenholz, später mit Guter Patron betitelt.
Offiziell und detaillierter erhielt die deutsche Regierung im März 1960 in Vorbereitung des Besuchs von Bundeskanzler Konrad Adenauer in Washington Informationen zu der seit einigen Monaten aktiven Organisation Live Oak. Es folgte im April eine bundesdeutsche diplomatische Notiz mit einer allgemeinen Zustimmung und dem Angebot der Mitarbeit. In den folgenden Monaten unternahm die Bundesregierung wiederholte versuche, offiziell an Live Oak teilzunehmen. Diese hatten im August 1961 mit der Ernennung von Brigadegeneral Peter von Butler zum ständigen Verbindungsoffizier bei Live Oak Erfolg. Zum ständigen deutschen Vertreter im Stab von Live Oak wurde Oberst i. G. Wilhelm F. H. Thomas ernannt. Parallel wurde ein deutscher Vertreter in die Washington Ambassadorial Group entsandt und es entfielen bisherige Beschränkungen für die Teilnahme des deutschen Vertreters an den Beratungen innerhalb der Bonn Ambassadorial Group. Von 1963 an finanzierte die Bundesrepublik Live Oak zu einem Viertel.
Im September 1961 bot die Bundesregierung die Beteiligung an maritimen Live-Oak-Operationen an. Ein Sonderstab „Sea Spray“ beim Hauptquartier SACLANT war für diese Operationen zuständig, die unter anderem verstärkte Seeaufklärung, die Sperrung von Meerengen und Kanälen und die Verhängung einer Seeblockade umfassen sollten. Dieser Beitrag wurde akzeptiert und blieb die einzige direkte deutsche Beteiligung an möglichen Live-Oak-Operationen. Politisches Ziel der Ausweitung auf Maßnahmen zur See war die Schaffung von Eskalationsstufen unterhalb des Einsatzes von Kernwaffen. Die Vermeidung eines nuklearen Schlagabtauschs blieb eine der wichtigsten bundesdeutschen Absichten innerhalb von Live Oak und dessen übergeordneter Gremien.

## Aktivwerden von Live Oak
Die Planung von Live Oak wurde mehrfach angewendet. Darüber hinaus kam es zu zahlreichen weiteren Provokationen der sowjetischen Truppen und der Organe der Deutschen Demokratischen Republik gegen westalliierten Militärverkehr, bis hin zum Beschuss eines Zuges. Diese waren jedoch meist so geringfügig oder von so kurzer Dauer, dass Live Oak nicht aktiv wurde. Ein Eingreifen der Organisation fand in folgenden Fällen statt:
- Für Februar 1962 kündigte die sowjetische Seite Übungsflüge an, weshalb die Sicherheit der Luftkorridore nach Berlin für einige Stunden nicht gewährleistet werden könne. Zu tatsächlichen Einschränkungen kam es zunächst zwar nicht, aber die Ersetzung ziviler durch militärische Flugzeuge sowie zusätzliche Flüge militärischer Maschinen durch die Korridore wurden umgesetzt. Vom 9. März an setzte die sowjetische Seite elektronische Störmaßnahmen ein, brach dies aber nach diplomatischen Protesten der USA am 11. März ab. Die angeblichen Übungen wurden am 30. März eingestellt. 131 sogenannte Air Probes, also Flüge nach den Konzepten von Live Oak, waren in dieser Zeit ausgeführt worden. Von Anfang März an hatte Live Oak den gesamten Flugverkehr in den Korridoren koordiniert.[50]

- Am 10. und 11. Oktober 1963 kontrollierten sowjetische Truppen US-Konvois auf der Transitstrecke stärker als bislang üblich und blockierten die Strecke schließlich mit quergestellten Schützenpanzern. Es erfolgten zunächst die auch in der Live-Oak-Planung vorgesehenen Ad-hoc-Gegenmaßnahmen der amerikanischen Seite, wie Proteste der Offiziere an Ort und Stelle und später der US-Militärmission sowie Überflüge durch Hubschrauber. Live Oak alarmierte daraufhin die für Free Style vorgesehenen Truppen und kurz darauf den Gegenkonvoi Back Stroke aus Richtung Berlin. Am 12. Oktober um 4 Uhr erhielt Free Style den Befehl, vor dem Eingang zur Transitstrecke bei Wolfenbüttel Aufstellung zu nehmen. Nachdem die sowjetische Seite am Mittag des Tages den blockierten Konvoi weiterfahren ließ, erhielt Free Style den Befehl, sich von 8 Uhr am 13. Oktober an aufzulösen.[51]

- Am 16. Oktober 1963 hielt sowjetisches Militär einen britischen Konvoi auf. Free Style wurde erneut alarmiert. Da der Konvoi nach 14 Stunden wieder freigegeben wurde, kam es nicht zum Ausrücken der vorgesehenen Truppen.[52]

- Anfang November 1963 verweigerten US-Truppen eine von sowjetischer Seite verlangte tiefgreifende Kontrolle. Erneut wurde Free Style alarmiert und schließlich am 6. November in Marsch zum Aufstellungsraum gesetzt. Die kurz darauf aufgegebene sowjetische Blockade führte erneut zur Rückkehr von Free Style in die Kasernen.[53]

- Anfang April 1965 hielten die Sowjetunion und die DDR umfangreiche Manöver ab, um eine Sitzung des deutschen Bundestages in Berlin zu verhindern. In diesem Rahmen verlangte der sowjetische Offizier im Berlin Air Safety Center für den 5. bis 11. April eine Einschränkung der Flughöhen in den Luftkorridoren nach Berlin. Die Westalliierten lehnten dies ab. Live Oak aktivierte daraufhin den Gefechtsstand Jackpine, verstärkte Fernmeldeverbindungen nach Berlin, versetzte militärische Flugzeuge in Bereitschaft und ließ 45 Luftpatrouillen ausführen, bei denen es zu sowjetischen Störoperationen kam.[54]

- Am 30. September 1970 verfügte die sowjetische Seite die kurzfristige Schließung von Teilen aller drei Luftkorridore. Das Ereignis wurde später als Missverständnis bezeichnet. Vermutlich war der Hintergrund aber eine Übung mit scharfem Schuss der Kurzstreckenrakete Frog. Live Oak ließ zwei Testflüge mit militärischen Transportflugzeugen ausführen.[55]

- Anfang Juli 1978 ließ die Sowjetunion den mittleren Flugkorridor in niedrigen Flughöhen vorübergehend sperren, um eine militärische Übung mit scharfem Schuss auszuführen. Live Oak versetzte ein Flugzeug für einen Testflug in Bereitschaft, das aber nicht eingesetzt wurde.[56]

## Kenntnisstand in der Warschauer Vertragsorganisation
Östliche Geheimdienste waren wohl spätestens 1962 von Spionen über die Pläne und Organisationen der Westalliierten für den Zugang zu West-Berlin informiert worden. Spätestens seit Anfang der 1970er Jahre waren dort alle Übungen von Live Oak bekannt und wurden sehr eng insbesondere durch elektronische Aufklärung verfolgt. Der Begriff Live Oak wurde in Planungsunterlagen der Nationalen Volksarmee spätestens von 1974 an verwendet.

## Auflösung und Verbleib der Akten
Die dramatischen Umwälzungen in Osteuropa und die deutsche Wiedervereinigung bedeuteten das Ende der Organisation Live Oak. Eine Minute vor dem Inkrafttreten des Einigungsvertrags, am 2. Oktober 1990 um 23.59 Uhr, beendete Live Oak seine Tätigkeit. Da die Bundesrepublik Deutschland nun vereinigt und vollständig souverän war, erübrigte sich der Bedarf für die Organisation Live Oak. In seinem letzten Brief an die Mitglieder der Washingtoner Botschaftergruppe vom 2. Oktober 1990 resümierte der letzte Commander Live Oak, General John R. Galvin: „Die Tatsache, dass Live Oak in seiner 31-jährigen Existenz niemals voll aktiviert werden musste, mag ihren Abschreckungseffekt unterstreichen. Sicher ist sie auch Zeugnis der andauernden und hoch effektiven politisch-militärischen Arbeitsbeziehung, die über die Jahre zwischen den Alliierten und der Bundesrepublik entwickelt worden war.“
Am 21. Februar 1991 entschieden die vier beteiligten Nationen, die Akten dieses Stabes an das Bundesarchiv-Militärarchiv in Freiburg im Breisgau zu übergeben. Sie sollten in einem gesondert gesicherten Raum (special vault) als streng geheime Verschlusssache gelagert werden, jedoch nach exakt fünfzehn Jahren (die Hälfte der allgemein üblichen Verschlussfrist für Geheimakten) am 4. Oktober 2005 für die historische Forschung offengelegt werden. Diesem Beschluss wurde im Militärarchiv Folge geleistet, ganz im Geiste der Worte des letzten Chefs des Stabes Live Oak, dem britischen Generalmajor G.B. Fawcus, in seinem Schreiben, das dem Aktenkonvolut beigefügt war: „Während wir von der Bildfläche verschwinden, senden wir ein letztes Lebewohl von der Organisation, toujours sur le qui vive, die voll umfänglich ihre Aufgabe erfüllt hat. Möge denjenigen, die uns in das Live-Oak-Gebäude nachfolgen, derselbe Erfolg beschieden sein.“ Hinzuzufügen bleibt, dass die zitierten Nachfolger im Gebäude 104  des Hauptquartiers SHAPE in Casteau die Repräsentanten der osteuropäischen Staaten und früheren Sowjetrepubliken waren, die im NATO-Programm Partnerschaft für den Frieden (PfP) mit der NATO kooperierten. Seit 2003 wird das Gebäude von der Allied Command Transformation Support Element Europe genutzt.
Der Bestand BW 71 im Bundesarchiv-Militärarchiv enthält Akten zu Themen wie
- Berliner Notfallplanung (Berlin Contingency Planning),
- Krisenvorsorge,
- Aktionen im Falle, dass Berlin unter Feuer genommen wird,
- Nichtmilitärische Gegenmaßnahmen,
- Berliner Luftbrücke,
- Vorstöße auf der Schiene,
- Störungen militärischer Konvois,
- Alliierte Verfahren auf der Transitautobahn,
- Kommunikationswege,
- Unterstützung durch Hubschrauber

und einige mehr. Die letzte Akte des Bestands trägt den Titel "Live Oak Future 1990", womit aber nicht die Auflösung der Organisation gemeint war.
Für 56 Dokumente aus NATO-Provenienz, die im Aktenkonvolut enthalten waren, wurde im Jahre 2007 durch das Bundesarchiv ein Antrag auf Offenlegung in den Archiv-Ausschuss der NATO eingebracht. Nach mehr als eineinhalb Jahren passierte der deutsche Antrag die Verschweigefrist (silence procedure) im Januar 2009 ohne Einsprüche eines oder mehrerer Mitgliedstaaten, woraufhin auch diese Unterlagen in die Benutzung gegeben werden konnten. Während der Verschweigefrist erhalten die Mitgliedstaaten die Möglichkeit, ihre Bedenken schriftlich mitzuteilen. Das Verfahren bietet politisch-diplomatische Flexibilität beim Ausgleich nationaler Positionen, bedingt aber, wie das Beispiel von Live Oak zeigt, zeitintensive Abstimmungs- und Entscheidungsprozesse.